# Винстон (Њу Мексико)
Винстон (енгл. Winston) насељено је место без административног статуса у америчкој савезној држави Њу Мексико.

## Демографија
По попису из 2010. године број становника је 61.
| Група             | 2000.    | 2010.      |
| Белци             | 0 (0,0%) | 39 (63,9%) |
| Афроамериканци    | 0 (0,0%) | 0 (0,0%)   |
| Азијати           | 0 (0,0%) | 0 (0,0%)   |
| Хиспаноамериканци | 0 (0,0%) | 20 (32,8%) |
| Укупно            | 0        | 61         |